# Steeplechase Park
Steeplechase Park was een attractiepark op Coney Island, Brooklyn, New York van 1897 tot 1964. Het was een van de populairste attracties in die tijd.
Het park was ontworpen door George Cornelius Tilyou die opgroeide in een gezin dat een restaurant runde op Coney Island. Tijdens zijn bezoek aan de World's Columbian Exposition in Chicago in 1893 zag Tilyou het reuzenrad en hij besloot dat hij net zo'n rad op Coney Island wilde bouwen; het werd meteen de grootste attractie van het park. Hij voegde andere attracties toe, waaronder een paardenraceparcours, waar het park zijn naam aan dankte. Ook maakte hij schaalmodellen van bekende gebouwen in de wereld, zoals de Eiffeltoren en de Big Ben.
In 1907 brandde het Steeplechase Park bijna volledig af. Een jaar later kon het merendeel weer bezocht worden, maar het duurde tot 1909 voordat het hele park weer in gebruik kon worden genomen. In 1936 en 1939 woedde er opnieuw brand, maar deze keer werd er minder schade aangericht. Na een aantal voorvallen waaronder ongelukken en toenemende criminaliteit in de buurt, sloot het park aan het einde van 1964 definitief.
Vandaag de dag staat op de plek van het voormalige Steeplechase Park het Keyspan Park, een honkbalstadion dat de thuisbasis is van de Brooklyn Cyclones. Dit team is vernoemd naar de historische Coney Island Cyclone-achtbaan. Het enige overblijfsel van het park is de lange toren van de Parachute Jump.